# Halowe Mistrzostwa Świata w Lekkoatletyce 1997 – bieg na 1500 m mężczyzn
Bieg na 1500 m mężczyzn – jedna z konkurencji rozgrywanych podczas halowych mistrzostw świata w lekkoatletyce w 1997. Eliminacje odbyły się 7 marca, finał zaś został rozegrany 8 marca.
Do konkursu zgłoszonych zostało 27 zawodników z 22 państw.
Zawody w tej konkurencji wygrał reprezentant Maroka Hicham El Guerrouj. Drugą pozycję zajął zawodnik z Niemiec Rüdiger Stenzel, trzecią zaś reprezentujący Kenię William Tanui.

## Wyniki

### Eliminacje
Źródło: 
Bieg 1
| Miejsce | Zawodnik             | Państwo           | Wynik   |
| ------- | -------------------- | ----------------- | ------- |
| 1.      | Hicham El Guerrouj   | Maroko            | 3:40,18 |
| 2.      | Niall Bruton         | Irlandia          | 3:40,77 |
| 3.      | Jason Pyrah          | Stany Zjednoczone | 3:41,11 |
| 4.      | Luís Feiteira        | Portugalia        | 3:41,46 |
| 5.      | Balázs Tölgyesi      | Węgry             | 3:41,94 |
| 6.      | Ian Campbell         | Wielka Brytania   | 3:42,30 |
| 7.      | Giuseppe D'Urso      | Włochy            | 3:46,06 |
| –       | Benson Koech         | Kenia             | DNS     |
| –       | Ibrahim Mohamed Aden | Somalia           | DNS     |

Bieg 2
| Miejsce | Zawodnik               | Państwo   | Wynik   |
| ------- | ---------------------- | --------- | ------- |
| 1.      | William Tanui          | Kenia     | 3:41,32 |
| 2.      | Andrés Manuel Díaz     | Hiszpania | 3:41,34 |
| 3.      | Christophe Impens      | Belgia    | 3:41,97 |
| 4.      | Azzeddine Sediki       | Maroko    | 3:42,52 |
| 5.      | Nadir Bosch            | Francja   | 3:43,10 |
| 6.      | Dominique Löser        | Niemcy    | 3:48,01 |
| 7.      | Edgar de Oliveira      | Brazylia  | 3:51,41 |
| 8.      | Andrea Abelli          | Włochy    | 3:57,65 |
| –       | Mohamed Babiker Yagoub | Sudan     | DNS     |

Bieg 3
| Miejsce | Zawodnik              | Państwo   | Wynik   |
| ------- | --------------------- | --------- | ------- |
| 1.      | Rüdiger Stenzel       | Niemcy    | 3:39,36 |
| 2.      | Alí Hakimi            | Tunezja   | 3:39,49 |
| 3.      | Abdelkader Chékhémani | Francja   | 3:39,52 |
| 4.      | Branko Zorko          | Chorwacja | 3:39,61 |
| 5.      | Graham Hood           | Kanada    | 3:40,07 |
| 6.      | Wiaczesław Szabunin   | Rosja     | 3:40,13 |
| 7.      | Steve Agar            | Dominika  | 3:45,33 |
| 8.      | Gilbert Mvuyikuri     | Burundi   | 3:51,78 |
| –       | Carlos Sequeira       | Nikaragua | DNS     |

### Finał
Źródło: 
| Miejsce | Zawodnik              | Państwo           | Wynik   |
| ------- | --------------------- | ----------------- | ------- |
| 01 !    | Hicham El Guerrouj    | Maroko            | 3:35,31 |
| 02 !    | Rüdiger Stenzel       | Niemcy            | 3:37,24 |
| 03 !    | William Tanui         | Kenia             | 3:37,48 |
| 4.      | Branko Zorko          | Chorwacja         | 3:39,25 |
| 5.      | Andrés Manuel Díaz    | Hiszpania         | 3:39,73 |
| 6.      | Alí Hakimi            | Tunezja           | 3:39,91 |
| 7.      | Jason Pyrah           | Stany Zjednoczone | 3:41,64 |
| 8.      | Niall Bruton          | Irlandia          | 3:42,65 |
| 9.      | Christophe Impens     | Belgia            | 3:42,89 |
| 10.     | Wiaczesław Szabunin   | Rosja             | 3:44,85 |
| 11.     | Graham Hood           | Kanada            | 3:45,03 |
| 12.     | Abdelkader Chékhémani | Francja           | 3:49,47 |